# 巴普蒂斯特·克尼斯

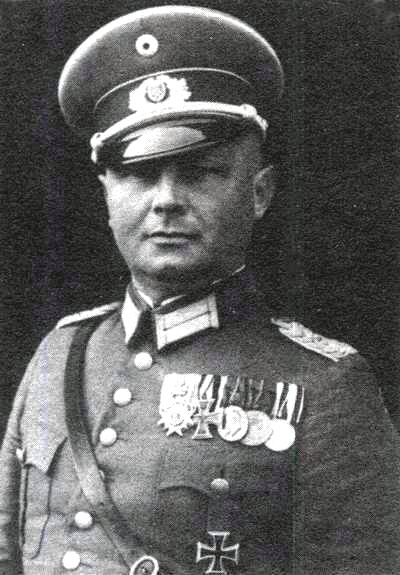
巴普蒂斯特·克尼斯

巴普蒂斯特·克尼斯（Baptist Knieß，1885年4月17日—1956年11月10日）是一位纳粹德国国防军将官，曾在第二次世界大战期间當过第215步兵師指挥官。1945年5月，克尼斯被俘，并于 1947年7月获释，此后他在慕尼黑定居。